# Bílčice
Bílčice (németül Heidenpiltsch vagy Maiwald) község Csehországban, Bruntáli járásban. Bílčice Dvorce, Budišov nad Budišovkou, Jakartovice, Roudno, Leskovec nad Moravicí és Křišťanovice településekkel határos. Lakosainak száma 222 fő (2024. január 1.).

## Népesség
A település lakosságának változását az alábbi diagram mutatja:
| Lakosok száma | 988  | 951  | 1133 | 421  | 293  | 250  | 229  | 227  | 211  | 222  |
|               | 1869 | 1890 | 1921 | 1950 | 1980 | 2001 | 2017 | 2019 | 2022 | 2024 |